# أوليفر إل. كلارك
أوليفر إل. كلارك (بالإنجليزية: Oliver L. Clark)‏ هو فلاح وسياسي أمريكي، ولد في 1 فبراير 1836 في فيرمونت في الولايات المتحدة، وتوفي في 12 مايو 1908 في تشيكو في الولايات المتحدة.